# Strada Statale 620 del Passo di Lavazè
Die Strada Statale 620 del Passo di Lavazè (kurz SS 620) ist eine Staatsstraße in der Region Trentino-Südtirol (Italien). Sie verbindet das Eggental mit dem Fleimstal.

## Verlauf
Die SS 620 nimmt in Birchabruck in Südtirol ihren Anfang, wo sie von der SS 241 abzweigt, um den südlichen Seitenast des Eggentals zu erschließen. Sie überquert am 1808 m hohen Lavazèjoch (italienisch Passo di Lavazè) die Provinzgrenze zum Trentino und steigt anschließend Richtung Fleimstal ab. Nach der Ortschaft Varena erreicht sie Cavalese, wo sie in die SS 48 einmündet.